# Parley
Parley ist eine Vokabeltrainer-Software für Linux. Das Programm dient nicht nur zum Verbessern der Vokabelkenntnisse, sondern unterstützt auch eine Vielzahl anderer Themen. Die Software ist Teil des KDE Education Projects und steht unter der GNU General Public License v2.

## Software
Parley ist ein hochflexibles Lernprogramm, welches den Ansatz des Lernens am Leitner-System anwendet. Dies ist aber nicht die einzige Methode, die für das Lernen mit diesem Programm verwendet werden kann. Es besteht aus zwei Hauptteilen: den Vokabel-Übungen und einem Editor für Vokabelsammlungen. Der Vokabeltrainer ist sehr umfangreich und bietet eine Vielzahl von Einstellungsmöglichkeiten, was die Erstellung von Wörterlisten und das Lernen betrifft. Unter Parley gibt es Vokabelsammlungen verschiedener Kategorien, wie Sprachen, Anatomie, Musik, Geographie, Chemie oder Testvorbereitung. Parley kann mit den Formaten .kvtml (1 und 2) und mit .csv Dateien umgehen und diese auch wieder exportieren.

## Geschichte
Das Softwareprojekt wurde 1998 gestartet, aber damals noch unter dem Namen KVocTrain. Während der Portierung auf KDE4, im Jahre 2007, wurde das Projekt in Parley umbenannt.